# 清水まみ
清水 まみ（しみず まみ、2月27日 - ）は、日本の漫画家。東京都出身。血液型はO型。『Sho-Comi』、『Cheese!』、『ちゃおDX』（いずれも小学館）などで執筆している。
第59回小学館新人コミック大賞佳作を受賞し、『らぶわん』でデビュー。
作品はいずれもギャグ漫画で、ショート作品、4コマ漫画がメインである。

## 作品リスト
- らぶわん（『少コミ増刊』読切） - デビュー作
- おばけちゃん（『Cheese!』読切）
- ツンカレ！（『少コミ増刊』読切）
- ゴールド王子執事になる（『少コミ増刊』読切）
- 売れッッコ!!（『少女コミック』連載）
- うさ・こい（『モバフラ』読切）
- カイパン〜解決!ぱんだ探偵P（ピィ）〜（『ちゃおDX』連載）
- サンタッチャブル（『少コミ増刊』読切）
- しいく部（『Sho-Comi』連載）
- なごみズムNo.1!（『Cheese!』連載）
- 冷たい教室
- 二次元王子オオタくん（『Sho-Comi』・『モバフラ』他 連載）
- みっくすストロベリー
- おまかせ☆パティスリー（『ちゃおDX』読切）
- コックとままごと。（『Sho-Comi』読切）
- 初恋上等!!（『Cheese!増刊』連載）
- 給食のオオバちゃん（『Sho-Comi増刊』読切）
- いもうとは腐女子!? BLは日本文化!?（『Cheese!』連載）
- 霊感!! レイカちゃん（『ちゃおホラー増刊』読切）
- マーメイドンブリ! （『ちゃお』・『ちゃおDX』読切）
- ザ・まんがSHOW（『Sho-Comi』連載）
- にゃにゃにゃとびにゃちゃん
- 先生のバカ!〜こんな恋の話〜（『Cheese!』連載）
- ダンナさんは芸人さん（『Cheese!』連載）
- メガ∞カップル!（『モバフラ』読切）
- 魔法のランプ!!
- 姉さん愛してる!（『Cheese!』連載）
- 恋するカッパちゃん（『ちゃお』不定期連載）
- ま・ん・け・ん!!
- ぴんぽんぱんぽん!（『Sho-Comi』連載）
- 魔法×少女にHが足りないっ（『Cheese!』・『プレミアCheese!』連載）
- 夫せんせーにはなまるあげる！（『Sho-Comi増刊』連載）
- 保健室の冷男子くん（『Sho-Comi』読切）
- 冷男子くんのアツい恋（『Sho-Comi』・『Sho-Comi増刊』連載）
- アリス in 和田ランド（『Sho-Comi』連載）
- おさななじみが肉食にも程がある（『Sho-Comi増刊』連載）
- 真守様は今日も尊い。（『Sho-Comi増刊』読切）
- エロまんが家のおさななじみが私にまったくトキメかない（｀・ω・´）゜（『Sho-Comi増刊』連載）
- 99%男女交際（『Sho-Comi増刊』連載）
- 転生悪役令嬢は見せかけドS王子をお仕置きしたい（『Cheese!』2021年10月号[3] - 2023年4月号[4]連載）
- 推しを推せるときに推したいように推すオフ（『マンガワン』2023年8月19日[5] - 2024年4月27日[6]連載）
- 花房夫妻はノロケたい（『プチコミック』2024年6月号別冊付録 読切）

### 書籍
- 二次元王子オオタくん（全5巻）
- 転生悪役令嬢は見せかけドS王子をお仕置きしたい（全4巻）

#### オムニバス作品
- 呪われた心霊ゲーム（『冷たい教室』を収録）
- だれにもナイショ!わたしのひみつ♥（『みっくすストロベリー」を収録）
- キミにあえた奇跡〜泣ける…恋物語〜（『マーメイドンブリ！』を収録）
- ねぇ、あたしのこと好きなんでしょ?（『二次元王子オオタくん』を収録）
- 極あま♥恋するファンタジー（『マーメイドンブリ！』を収録）